# Пен, Варлен
Пен Варлен (29 сентября 1916 — 26 мая 1990, Ленинград, СССР) — советский живописец и график, член Ленинградского Союза художников, профессор Ленинградского института живописи, скульптуры и архитектуры имени И. Е. Репина.

## Биография
Родился 29 сентября 1916 года в Приморье. По происхождению кореец. В 1940 году поступил на живописный факультет Ленинградского института живописи, скульптуры и архитектуры, который закончил в 1947 году по мастерской А. Осмёркина с присвоением квалификации художника живописи. Дипломная работа — картина «Корейские рыбаки».
В 1947—1950 годах занимался в аспирантуре института. Кандидат искусствоведения. С 1950 года преподавал в Ленинградском институте живописи, скульптуры и архитектуры имени И. Е. Репина на кафедре рисунка, профессор (1977). В 1953—1954 годах по направлению Министерства культуры СССР работал советником в КНДР, оказывая помощь в восстановлении системы обучения в Художественном институте Пхеньяна.
Участник выставок с 1947 года. Писал портреты, пейзажи, жанровые композиции, занимался офортом и литографией. Автор картин «Портрет Ким Ир Сена» (1950), «Портрет Пак Ден Ай» (1951), «Дождливый день в Пхеньяне», «Уголок Пхеньяна», «Старик в белом» (все 1953), «У реки Ялуцзян» (1954), «В Северной Корее» (1955), «Портрет ветерана Обуховской обороны М. Николаева» (1956), «Праздник освобождения в Пхеньяне», «Сын пастуха» (обе 1957), «Портрет товарища Чен», «Портрет корейского искусствоведа Хан Сан Дина» (обе 1958), «Освобождение Северной Кореи», «Портрет академика Е. Н. Павловского» (обе 1959), «Пушкиногорск» (1960), «Девушка на крыльце», «Советское Приморье» (обе 1961), «Портрет художника А. Пушнина» (1962), «Портрет народного художника СССР А. Ф. Пахомова» (1963), «Портрет академика А. А. Михайлова, директора Пулковской обсерватории», «Академики Н. Семёнов и В. Каргин» (обе 1964), «Портрет академика Н. И. Никитина» (1967), «Портрет скульптора В. Стамова», «Портрет Раймонды Делакены» (обе 1974), «Наши современники», «Портрет сталевара завода „Красный выборжец“ А. С. Севастьянова» (1975), «Портрет профессора Токина Б. П.», «Портрет Фомичёва В. А.» (обе 1977), «Портрет академика Д. С. Лихачёва», «Портрет Героя социалистического труда В. П. Носова» (обе 1980) и др.
На рубеже 80-х и 90-х годов работы Пен Варлена в составе экспозиций произведений ленинградских художников были представлены европейским зрителям на целом ряде зарубежных выставок.
Скончался 26 мая 1990 года в Ленинграде на 74-м году жизни.
Произведения Пен Варлена находятся в Русском музее, в музеях и частных собраниях в России, КНДР, Франции, Японии, США, Корее и других странах.

## Выставки
- 1951 год (Ленинград): Выставка произведений ленинградских художников.
- 1955 год (Ленинград): Весенняя выставка произведений ленинградских художников.
- 1956 год (Ленинград): Осенняя выставка произведений ленинградских художников.
- 1957 год (Ленинград): 1917—1957. Выставка произведений ленинградских художников.
- 1958 год (Ленинград): Осенняя выставка произведений ленинградских художников.
- 1960 год (Ленинград): Выставка произведений ленинградских художников 1960 года.
- 1960 год (Москва): Советская Россия. Республиканская художественная выставка.
- 1961 год (Ленинград): Выставка произведений ленинградских художников открылась в залах Государственного Русского музея.
- 1962 год (Ленинград): Осенняя выставка произведений ленинградских художников.
- 1964 год (Ленинград): Ленинград. Зональная выставка.
- 1975 год (Ленинград): Наш современник. Зональная выставка произведений ленинградских художников.
- 1976 год (Москва): Изобразительное искусство Ленинграда.
- 1977 год (Ленинград): Выставка произведений ленинградских художников, посвящённая 60-летию Великого Октября.
- 1980 год (Ленинград): Зональная выставка произведений ленинградских художников.
- 1984 год (Ленинград): Подвигу Ленинграда посвящается. Выставка произведений ленинградских художников, посвящённая 40-летию полного освобождения Ленинграда от вражеской блокады.
- Апрель 1991 года (Париж): Выставка «Русские художники».
- Февраль 1993 года (Брюссель): Выставка «Русские художники».
- 1997 год (Санкт-Петербург): Связь времён. 1932—1997. Художники — члены Санкт-Петербургского Союза художников России.